# Вальпертскирхен
Вальпертскирхен (нем. Walpertskirchen) — община в Германии, в земле Бавария. 
Подчиняется административному округу Верхняя Бавария. Входит в состав района Эрдинг.  Население составляет 2067 человек (на 31 декабря 2010 года). Занимает площадь 18,45 км².